# Cileno (dáctilo)
En la mitología griega, Cileno es el principal de los dáctilos, hechiceros servidores de la diosa madre Rea que viven en el monte Ida, en Frigia. 
Los dáctilos fueron en principio cinco hombres que tenían a cinco mujeres, las hecatérides, como esposas (relacionándoseles con los dedos de las manos), aunque con el tiempo llegaron a ser un centenar. Fueron los primeros en trabajar el hierro, e inventaron numerosas herramientas que facilitaron la vida de los hombres. Su faceta de magos metalúrgicos los identifican con los telquines, mientras que su servicio sacerdotal a Rea los aproxima a los curetes y coribantes, que podrían ser descendientes suyos. En concreto, Cileno era hijo de Anquíale, y asistía a la diosa profiriendo sentencias y maldiciones.